# Buntine Highway
Der Buntine Highway ist eine Fernverkehrsstraße im Westen des australischen Northern Territory. Sie verbindet den Victoria Highway bei Willeroo mit der Duncan Road in Nicholson in Western Australia.

## Namensherkunft
Benannt ist er nach Noel Lytton Buntine, einem Road-Train-Unternehmer der 1960er Jahre und insoweit Pionier des Überlandtransports in Nordaustralien. Das Familienunternehmen Buntine Roadtrains existiert nicht mehr, doch ein Gedenkstein, den Mrs. Patty Buntine am 19. Oktober 1996 zur Eröffnung des Highways gesetzt hat, erinnert daran.

## Verlauf
Bei Willeroo, 125 Kilometer südwestlich von Katherine, zweigt der Buntine Highway vom Victoria Highway ab. Zunächst verläuft er als zweispurig befestigte Straße Richtung Süden. Nach 165 Kilometern kreuzt er in Top Springs den Buchanan Highway. Nach Querung des Armstrong Rivers, des Camfield Rivers und des Victoria Rivers wird nach weiteren 170 Kilometern der nächste größere Ort Kalkarindji (auch Wave Hill genannt) erreicht. Von hier eröffnet sich der Zugang zum im Norden gelegenen Gregory-Nationalpark. Der Buntine Highway, im weiteren Verlauf unbefestigt, endet nach etwa 250 Kilometern in Nicholson in Western Australia. Die nächste größere Stadt Halls Creek erreicht man auf der Duncan Road nach 160 Kilometern.
Der höchste Punkt im Verlauf des Highways liegt auf 461 m, der niedrigste auf 120 m.